# ジェームス・シェーラー
ジェームス・オーガスティン・ブラウン・シェーラー（James Augustin Brown Scherer、1870年5月22日 - 1955年）は、ルーテル南部一致教会の最初の日本派遣宣教師である。

## 来歴
1870年にアメリカ合衆国ノースカロライナ州ソールズベリーで生まれた。ローノク・カレッジを卒業し、1891年に按手礼を受けて、1892年2月に最初の日本派遣宣教師としてルーテル南部一致教会から派遣された。日本では築地で伝道を始めた。植村正久の義兄山内量平が日本語教師になった。シェーラーが佐賀で伝道することになると、山内一家も同行した。1893年4月にイースターを佐賀で最初の礼拝を行った。それが、佐賀十字教会(現、日本福音ルーテル佐賀教会)と呼ばれる教会になる。1896年には2番目の宣教師R・B・ピーリーが来日、山内から日本語を習った。
1897年に体調を崩して、アメリカへ帰国した。帰国後は著作活動、講演活動をして日本の紹介に務めた。